# Manuel Benavides

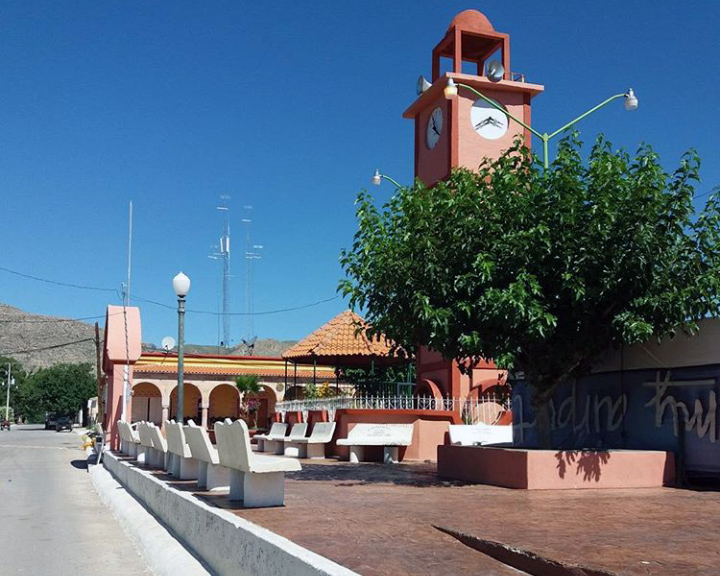
Centro da cidade

Manuel Benavides é uma cidade do estado de Chihuahua, no México.